# Tamar de Imericia
Tamar de Imericia (en georgiano: თამარი, fallecida en 1455) fue una reina georgiana del siglo XV.

## Biografía
Tamar nació en algún momento a finales del siglo XIV. Su padre fue Alejandro I de Imericia, rey de Georgia Occidental. No sabemos mucho sobre su madre, Ana, hija del príncipe Orbeliani. Hacia 1414/1415, Tamar se casó con Alejandro I de Georgia, que reinó desde 1412. Ella le da al rey cuatro hijos. En 1442, Alejandro I abdicó de su reino, que dejó al hijo mayor que tuvo con su primera esposa, Doulandoukht, hija de Beschken de Siounie, Vajtang IV de Georgia. Alejandro I, por tanto, se retiró a un monasterio bajo el nombre de Atanasio y murió en 1446, dejando así a Tamar a merced de su hijastro. Sin embargo, sobrevivió a sus dos hijastros, Vajtang IV y Demetrio III, y fue bajo el reinado de su propio hijo, Jorge VIII, en 1455, que murió.

## Descendencia
Tamar tuvo cuatro hijos (tres hijos y una hija) de su unión con Alejandro I de Georgia:
- Jorge VIII;
- David (1417-1471), catolicós patriarca de Georgia bajo el nombre de David II de 1435 a 1439 y de 1443 a 1459;
- Zaal, nació en 1425/1428 y murió después de 1442, co-rey de Georgia desde 1433 a 1442;
- una hija (1415-1438) que se casó en 1425 con el emperador de Trebisonda Juan IV Comneno.